# Totness

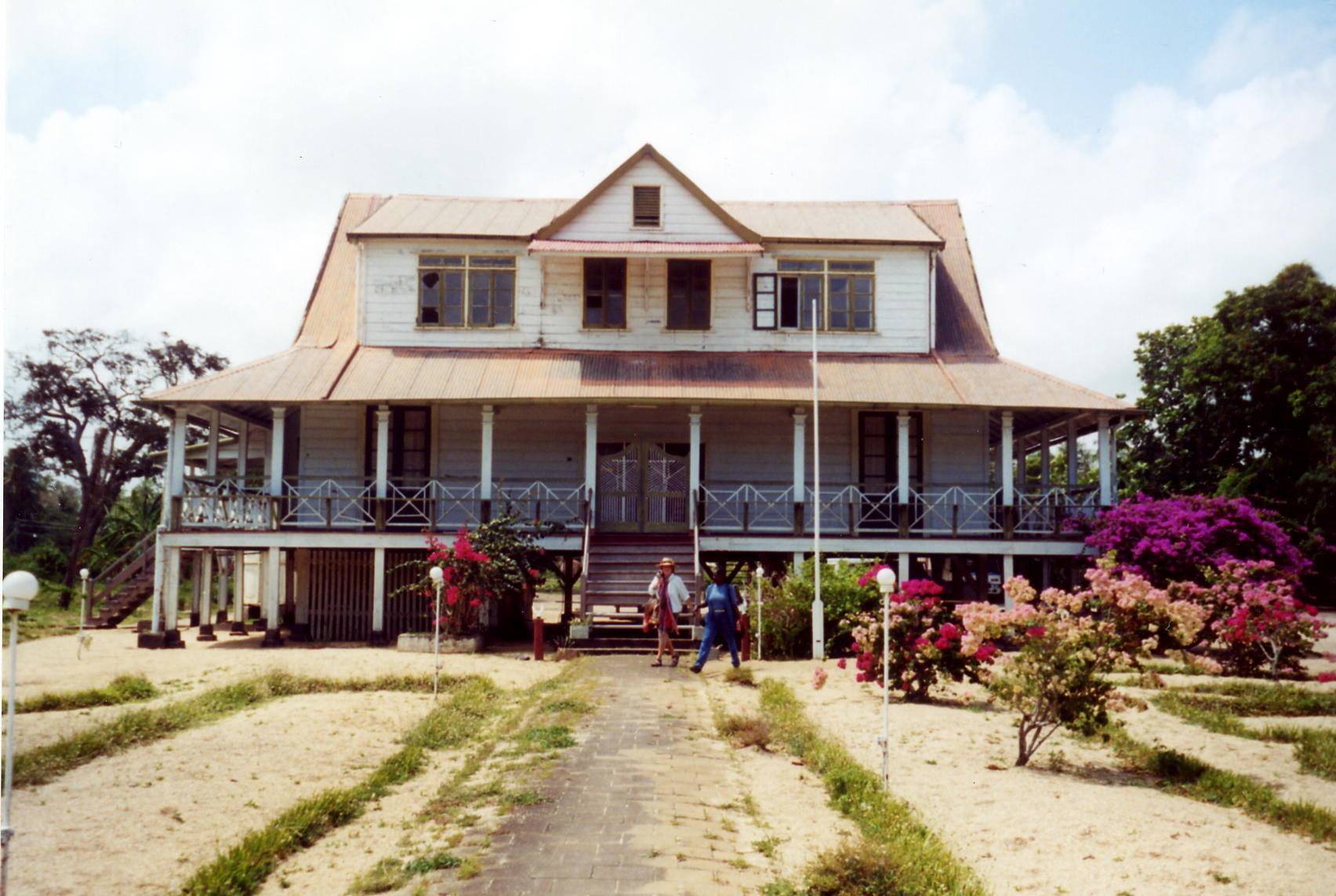
Oficina del Comisionado de Distrito en Totness

Totness es la capital del distrito de Coronie en Surinam. Es la localidad más antigua del distrito y fue desarrollada por colonos neerlandeses y británicos, a quienes se debe su nombre. En el pasado, hubo una iglesia y un local de la empresa Kersten. Este edificio pasó más tarde a manos del gobierno, que lo convirtió en una casa de huéspedes. La localidad es sede del comisario de distrito, además de algunas oficinas, escuelas y tiendas, por lo que funge como centro administrativo y comercial a escala regional.Está asentada en las coordenadas: 5°52′39″N 56°19′45″O / 5.87750, -56.32917

## Historia
Totness fue colonizado por escoceses e ingleses desde 1808 en adelante, y lleva el nombre de Totnes (Inglaterra). En 1863, la zona en torno a Totness se dedicó a la agricultura independiente. Al complejo se le añadió un mercado y una oficina del comisionado de distrito en la antigua plantación de Friendship. En la década de 1940, se construyó una carretera para unir Totness con Paramaribo, que actualmente forma parte del Enlace Este-Oeste de Surinam.
El Sistema de Cable Submarino Surinam-Guyana tiene su estación de aterrizaje en Totness. Conecta las redes de telecomunicaciones de Surinam con las de Guyana y Trinidad y desde Trinidad con el resto del mundo. La pista de aterrizaje de Totness es uno de los aeropuertos más antiguos de Surinam, en uso desde 1953, cuando el Piper Cub (PZ-NAC ) de Kappel-van Eyck llamado "Colibri" aterrizó allí desde el Aeropuerto de Zorg en Hoop.
Totness ha sido designado como un centro regional y está previsto mejorarlo con un hotel de tamaño mediano y un centro urbano adecuado. El pueblo de Amistad está ubicado en el lado norte del Enlace Este-Oeste, y Totness queda al sur.

## Deportes
El Letitia Vriesde Sportcomplex es un estadio de usos múltiples ubicado en Totness. Es el recinto del F.C. West United, un equipo que juega en la Segunda División de fútbol de Surinam.

## Tata Colín
Tata Colin (circa 1806 - 1836) era un esclavo de la plantación Leasowes, cercana a Totness. En 1835, intentó una rebelión de esclavos. Su intención era liberar a todos los esclavos, pero fue traicionado y llevado a Paramaribo, donde fue torturado y juzgado. Colin fue llevado a Fort Zeelandia para ser ahorcado, pero murió o desapareció usando magia negra, antes de que se ejecutara su sentencia. Sus seguidores fueron condenados a trabajos forzados o a castigos corporales públicos.
Se erigió una estatua a Tata Colin en la plaza central de Totness, y la escuela local recibió su nombre.